# Exochomus childreni
Exochomus childreni är en skalbaggsart som beskrevs av Étienne Mulsant 1850. Exochomus childreni ingår i släktet Exochomus och familjen nyckelpigor.

## Underarter
Arten delas in i följande underarter:
- E. c. childreni
- E. c. guexi